# Langenbach (Adelsgeschlecht)

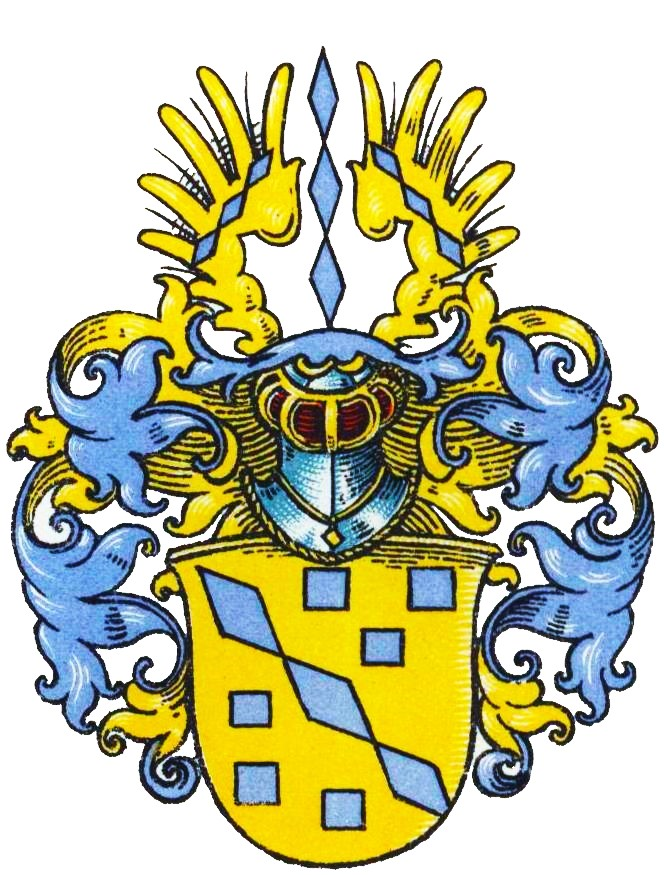
Wappen derer von Langenbach im Wappenbuch des Westfälischen Adels

Langenbach,  auch Langenbach genannt Sassenrath, ist der Name eines erloschenen westfälischen Uradelsgeschlechts.

## Geschichte
Das Geschlecht stammt aus dem Siegenschen, von einem namensgebenden Stammsitz in Langenbach bei Nümbrecht.
Am Niederrhein besaß die Familie Burbach.  1404 erscheinen Henrich und Conrad von Langenbach, Söhne des verstorbenen Gothard von Langenbach.
Das Geschlecht erlosch im Mannesstamm um das Jahr 1640 mit dem Tod von Philipp Erasmus von Langenbach zu Burbach, verheiratet mit Catharina von Bruch. Die Eheleute hatten nur eine Tochter, Anna Otilia von Langenbach, die mit Johann Gottfried von Stepprodt zu Faulbach und Katzenellenbogen verheiratet war.

## Wappen
Blasonierung laut Max von Spießen: In Gold drei schrägrechts gestellt aneinander stoßende blaue Wecken, oben und unten von je drei blauen Steinen (2:1) begleitet. Auf dem Helm mit blau-goldenen Helmdecken ein offener goldener Flug, jeder Flügel mit drei nach außen absteigenden blauen Wecken belegt, dazwischen drei pfahlweise gestellte Wecken.
Anton Fahne, Leopold von Ledebur und Ernst Heinrich Kneschke dagegen berichten von einem blauen Schild mit silbernen Wecken und roten Steinen.
Es besteht eine Wappenverwandtschaft zu den Herren von Selbach, auf die sich das Wappen der Gemeinde Burbach (Siegerland), Sitz der Herren von Langenbach, bezieht.